# ハード・ハウス
ハード・ハウス (hard house) とは1990年代にアメリカ合衆国で誕生したハウスのジャンルの一つである。

## 特徴
ハード・ハウスは、ハードテクノ同様、16ビートのリズムから成り立つ。そのため、誕生当初よりそれまでのハウス（シカゴ・ハウスを中心としたもの）よりもテンポの速い（130bpm以上）、トライバル（民族的、伝統的）なベーストラックとシンセサイザーを多用したメロディラインが主な特徴となっていた。現在では要素がさらに明確化され、16ビートであることに加えて通常のハウスよりも速めのテンポ（130bpm-140bpm程度）、バスドラム音のカットや無音部分を作るブレイクの多用、ブレイク前におけるスネアドラムの細かな連打（ドラムロールに近い）の多用などが特徴となっており、これらの要素に合致するハウスミュージックを総称して「ハード・ハウス」という言葉が使われることが多い。

## 来歴
具体的な来歴や定義について試みられることは少ないが、一般的に、1992年よりニューヨークにあったクラブ「サウンド・ファクトリー」において、DJであるジュニア・ヴァスケス（Junior Vasquez）がプレイした一連の楽曲、及びそれに類似した楽曲群を「ファクトリー・サウンド」と称したことが始まりのようである。
この動き以後、ジュニア・ヴァスケスの人気上昇やダニー・テナグリア（Danny Tenaglia）、ジョナサン・ピーターズ（Jonathan Peters）など他の人気DJの誕生、及びサウンド・ファクトリーにおけるゲイ・シーンからの熱狂的な支持を背景に、アメリカ全土にのみならずヨーロッパや日本にまで人気が波及し、ハウスの一ジャンルとして確立されるに至った。
現在もアメリカ、イギリス、日本を中心にハード・ハウスを主体として活動するパーティ、レコードレーベル、DJが数多く存在するが、ハウス自体の趨勢がアメリカ中心からヨーロッパ中心に移行してからは、イギリスを中心としたヨーロッパがもっとも活発的であるといえる。主なクラブにサウンド・ファクトリー、TWILO（以上アメリカ）、MINISTRY OF SOUND（イギリス）が上げられる。
日本では、東京で既に人気だったDJの木村コウや中村直が1990年代半ばごろよりハード・ハウスを中心とした楽曲構成に移行したのをきっかけとしてハード・ハウスへの機運が高まり、それまでシカゴ・ハウスやガラージュ中心だった東京のクラブシーンの趨勢をひっくり返した。また、ゲイ・シーンの圧倒的な支持を受ける形で急速にハード・ハウスを主体とするパーティやDJが増加し、SHINKAWA、YO-C、TOMO、DJ 19などのDJが台頭。その後に発生したワープ・ハウスやハード・バッグの隆盛を経て、1990年代末にはハード・ハウスを一大シーンへと押し上げた。しかし、同時期に発生していたテクノ及びトランス（特にサイケデリックトランス）の人気上昇や、ハウス内のジャンル細分化の影響をまともに受ける形でシーンは停滞し、現在は全盛期ほどの活気が見られないのもまた事実である。主なパーティにThe Ring、CROSSOVER、RED（現在も活動中）、Blend（終了）、X-TRA（終了）、CLUB LOVELY（終了）、Jumpin'（終了したが、2007年に1度開催された）、Foolish（既に活動終了）等が上げられる。

## 派生した音楽ジャンル
ハード・ハウスは、数々の付随的な音楽ジャンルを発生させたことも特筆すべきである。主な音楽ジャンルに140bpm以上のテンポと明るいメロディラインを特徴とし、ロンドンの人気パーティ「TRADE」でレジデントDJを務めていたトニー・デ・ヴィット、ピート・ウォードマン、イアン・M等が推進したワープ・ハウスハードコアテクノの隆盛やレイヴ・カルチャーに対するカウンタームーヴとして発生し、グルーヴ感やダブ感を強調したプログレッシブ・ハウスを筆頭に、イタロ・ハウスを意識した歌謡曲的なメロディラインのハンド・バッグをハードにしたハード・バッグ、レイヴやトランスの特徴を取り入れて、テンポをさらに加速させたニュー・エナジー（NU-NRG、その後ハード・ダンス～テック・ダンスと称される）など、DJとしては、YOJI BIOMEHANIKAやShoko-Fが挙げられる。
このうち、ワープ・ハウスは現在UKハード・ハウスと称されることが多い。これは、当時のアメリカ・ニューヨークを中心とした従来のハード・ハウスがトライバルな方向性を特徴としていたのに対し、イギリスのハード・ハウスはよりハードでかつアップリフティングな方向性を志向していたため、従来のものとの差別化・差異化を図る目的があったものと思われる。しかしイギリスではこのような呼び方はされておらず、単にハード・ハウスと称される。ワープ・ハウスは来日したトニー・デ・ヴィットがインタビュー内で語った呼び名であり、あくまでもワープ・ハウスは日本でしか通じないハード・ハウスの中のひとつのスタイルの呼び方であり、現在では死語となっている。DJイオが記したワープハウスバカ一代に詳しい。
近接するジャンルにディープ・ハウス、フィルターハウスなどがあるが、ハード・ハウスとの関連性には諸説がある。さらに近年はテクノとの接近から数多くの音楽ジャンルが発生しており、細分化の一途を辿っている。

## 主要なDJ
- アーマンド・ヴァン・ヘルデン
- ジュニア・ヴァスケス
- ジョウ・クロウゼル
- ジョナサン・ピーターズ
- ダズ・ソーンド
- ダニー・テナグリア
- ドク・マーティン
- トニー・デ・ヴィット
- 中村直
- YOJI
- 木村コウ
- NAKAHARA
- SHINKAWA
- TAKE
- Yo-C
- Shoko-F
- ワープハウスおじさん
- M.MINAMI

## 主要な音楽レーベル
- HELLHOUSE
- Nukleuz
- TIDY TRAX
- TRIBAL AMERICA
- TRIPOLI TRAX
- TWISTED